# Vivien Henz
Vivien Henz (24 augustus 2004) is een Luxemburgse atleet, hij is gespecialiseerd in de middellange afstand hardlopen. Van 2023 tot 2024 was hij nationaal indoorrecordhouder over de 1 Engelse mijl.

## Kampioenschappen
| Onderdeel        | Titel                                    | Jaar       |
| ---------------- | ---------------------------------------- | ---------- |
| 800 m (outdoor)  | Luxemburgs kampioen                      | 2020, 2021 |
| 800 m (outdoor)  | Kampioen van de kleine staten van Europa | 2022       |
| 1500 m (outdoor) | Luxemburgs kampioen                      | 2022       |
| 3000 m (indoor)  | Luxemburgs kampioen                      | 2022       |

## Persoonlijke records

### Outdoor
| Onderdeel | Prestatie | Datum         | Plaats         |
| --------- | --------- | ------------- | -------------- |
| 800 m     | 1.49,90   | 11 juni 2022  | Marsa          |
| 1000 m    | 2.26,73   | 22 juli 2021  | Saarbrücken    |
| 1500 m    | 3.38,89   | 2 juli 2022   | Heusden-Zolder |
| 3000 m    | 8.13,20   | 30 april 2022 | Luxemburg      |

### Indoor
| Onderdeel | Prestatie    | Datum            | Plaats    |
| --------- | ------------ | ---------------- | --------- |
| 800 m     | 1.51,54      | 6 januari 2024   | Luxemburg |
| 1500 m    | 3.42,24      | 10 februari 2023 | Boston    |
| 1 mijl    | 3.57.47 (NR) | 4 februari 2023  | Boston    |
| 3000 m    | 8.26,34      | 27 februari 2022 | Kirchberg |

## Palmares

### 800 m
- 2020:  Luxemburgs Kampioenschap in Dudelange - 1.56,18
- 2021:  Luxemburgs Kampioenschap in Luxemburg - 1.56,71
- 2022:  Kampioenschap van de kleine staten van Europa in Marsa - 1.49,90

### 1500 m
- 2020:  Luxemburgs Kampioenschap in Dudelange - 4.11,18
- 2021:  Luxemburgs Kampioenschap in Luxemburg - 3.52,30
- 2021: 12e EK U20 in Tallinn - 3.51,49
- 2022:  Luxemburgs Kampioenschap in Schifflange - 3.43,72
- 2022: 7e WK U20 in Cali - 3.39,60
- 2023:  Luxemburgs Kampioenschap in Luxemburg - 3:46.36

### 3000 m
- 2022:  Luxemburgs Kampioenschap Indoor in Kirchberg - 8.26,34

### Veldlopen
- 2022: 25e EK U20 in Venaria Reale (6,0 km) - 18.26

## Persoonlijke onderscheidingen
In 2022 werd Henz verkozen tot Luxemburgs jong atleet van het jaar tijdens de verkiezing van Luxemburgs sporter van het jaar.